# Église Sainte-Foy-de-Jérusalem de Pont-du-Casse
Pour les articles homonymes, voir Église Sainte-Foy.
L'église Sainte-Foy-de-Jérusalem est située à Pont-du-Casse, dans le département de Lot-et-Garonne, en France.

## Localisation
L'église Sainte-Foy-de-Jérusalem est située sur le territoire de la commune de Pont-du-Casse, dans le département de Lot-et-Garonne, en France.

## Historique
Les origines de la commanderie de Sainte-Foy-de-Jérusalem sont obscures. Pour certains historiens, comme Georges Tholin, elle a été fondée par les Templiers, mais en 1313, elle est citée pour la première fois comme appartenant aux Hospitaliers de l'ordre de Saint-Jean de Jérusalem, c'est-à-dire avant que les biens de l'ordre du Temple soient transmis en France aux Hospitaliers, en 1318. Il est donc possible que la commanderie ait été fondée par les Hospitaliers de Saint-Jean[réf. nécessaire].
Cette commanderie dépendait de la commanderie de Sauvagnas et avait de nombreuses possessions sur plusieurs paroisses en plus de Sainte-Foy : Artigues, Cambes, Sainte-Gemme.
En 1303 les paroisses de Saint-Gemme, d'Artigues, de Pauliac, de Sainte-Foy-de-Jérusalem, de Serres, de Fauguerolles, de Sauvagnas, refusent de payer les tailles et de contribuer aux impositions municipales d'Agen.
Pendant la guerre de Cent Ans le château de la commanderie eu un rôle important. Les Anglais s'y sont réfugiés en 1317 et y ont installé une garnison. Il était peu éloigné de celui de Bajamont qui était aussi occupé par les Anglais. Ensemble, ils formaient une protection aux approches de la ville d'Agen. En 1327, les Anglais ne conservaient plus que quelques commanderies, dont celle de Sainte-Foy-de-Jérusalem.
Le précepteur de Sauvagnas a obtenu du lieutenant du roi de France en Gascogne de reprendre la place des mains des Anglais. Le commandeur de Sauvagnas a alors autorisé les chevaliers de Saint-Jean à reprendre possession de Sainte-Foy, à la fortifier et à la peupler de nouveau, à condition de rester désormais sous l'autorité du roi de France.
À Langon, en 1334, devant des commissaires nommés par le roi d'Angleterre et le roi de France, les consuls d'Agen ont déposé un mémoire prouvant que douze paroisses, dont Sainte-Foy-de-Jérusalem, ont été usurpées à sa juridiction.
Le 1er mai 1347, les consuls de la ville d'Agen ont envoyé 100 sergents d'armes au sénéchal d'Agenais qui doit combattre les Anglais devant Sainte-Foy. Ce dernier s'est emparé du château de Sainte-Foy et c'est vers cette date que le château des Hospitaliers a été détruite.
Le 6 novembre 1351, le bailli royal d'Agen, son lieutenant, accompagnés d'habitants et d'un consul, parcourent le territoire d'Agen et les paroisses d'Artigues, Cassou, Serres, Saint-Gemme, Sainte-Foy et Bajamont pour montrer les pièces qui justifient que ces paroisses à la juridiction d'Agen.
Les cadastres établis sous les règnes d'Henri IV et Louis XIII montrent que la paroisse de Sainte-Foy-de-Jérusalem fait partie de la jurade d'Agen.
Une chapelle latérale a été ajoutée au sud de l'église au XVe siècle.
La commanderie de Sainte-Foy-de-Jérusalem était prospère. En 1529, on y dénombrait au moins cinquante quatre familles de tenanciers sur son territoire, dont dix neuf à Sainte-Foy, vingt et un à Saint-Arnaud et sept à Serres. Les coteaux environnants de Sainte-Foy-de-Jérusalem étaient plantés de vigne. Elle était si réputée que le commandeur du Temple-de-Breuil fit venir des plants de Bajamont et de Sainte-Gemme pour ses terres.
En 1965, le docteur Chapeyrou, président du Comité de protection des anciens monuments du Lot-et-Garonne, et quelques bénévoles ont décidé de restaurer l'ancienne église Sainte-Foy-de-Jérusalem à l'état de ruine. Un plan ancien semble montrer que la nef était couverte en berceau et éclairée par une seule baie. Elle a alors été couverte par une charpente supportant une toiture en tuile canal.
Le clocher-mur est réparé en 1974.
La charpente du toit donnant des signes de fatigue, elle est restaurée à partir du 27 juin 2000 par l'entreprise Michel Valayer.
L'église Sainte-Foy-de-Jérusalem a été inscrite au titre des monuments historiques le 5 juin 1973.

## Description
L'église Sainte-Foy de Jérusalem (Pont-du-Casse) du XIIe siècle fournit un exemple d'abside moins large que la nef sans travée de chœur. À l'extérieur, quelques modillons ornés de têtes et de figures géométriques forment le couronnement du sanctuaire.
D'après le Supplément aux études sur l'architecture religieuse de l'Agenais de Georges Tholin, le type de l'église Sainte-Foy rappelle, comme plusieurs autres, le plan de certains oratoires des époques mérovingienne et carolingienne.

## Vitraux
L'église a été pourvue de vitraux modernes.

## Galerie

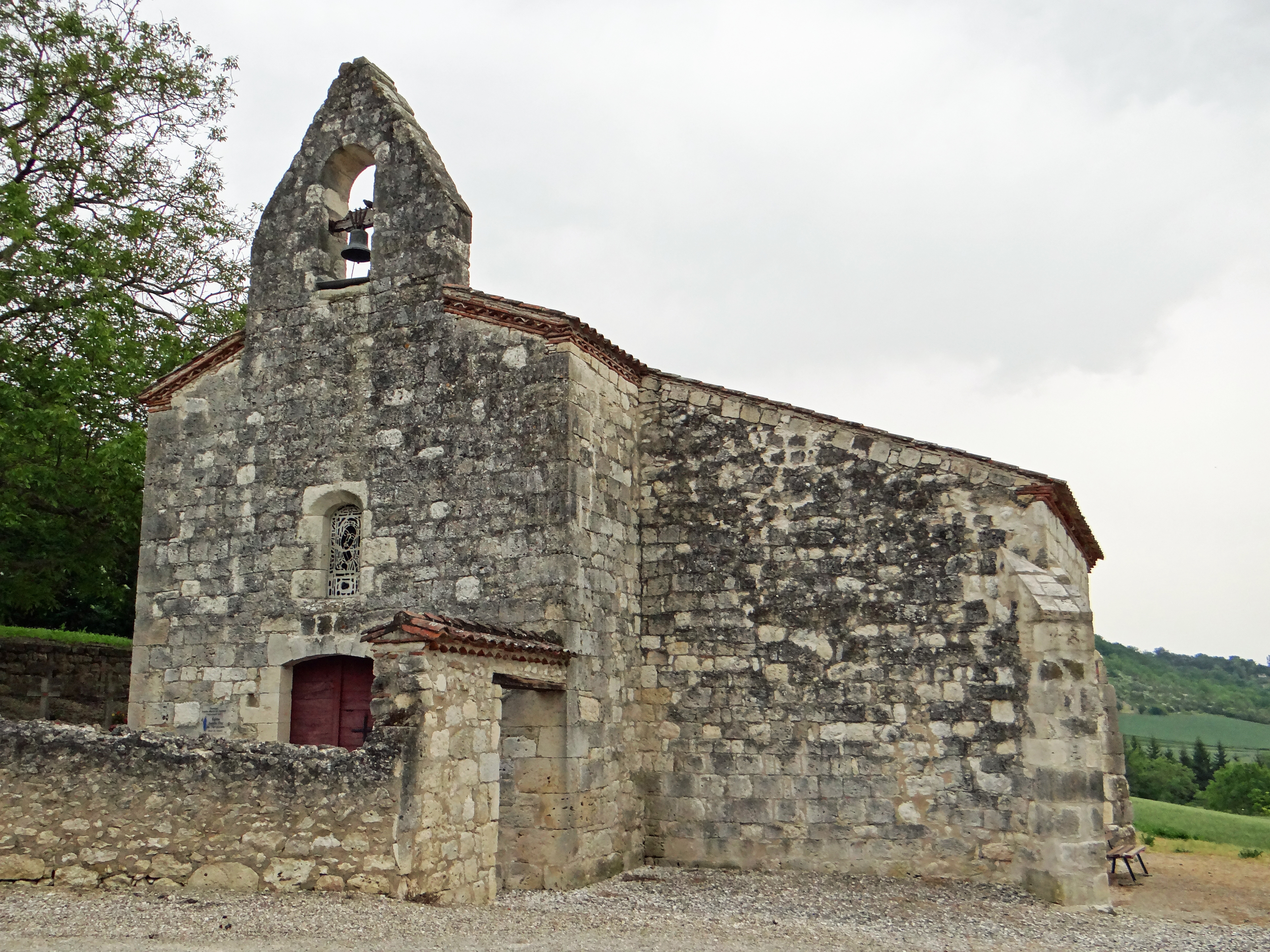
Façade
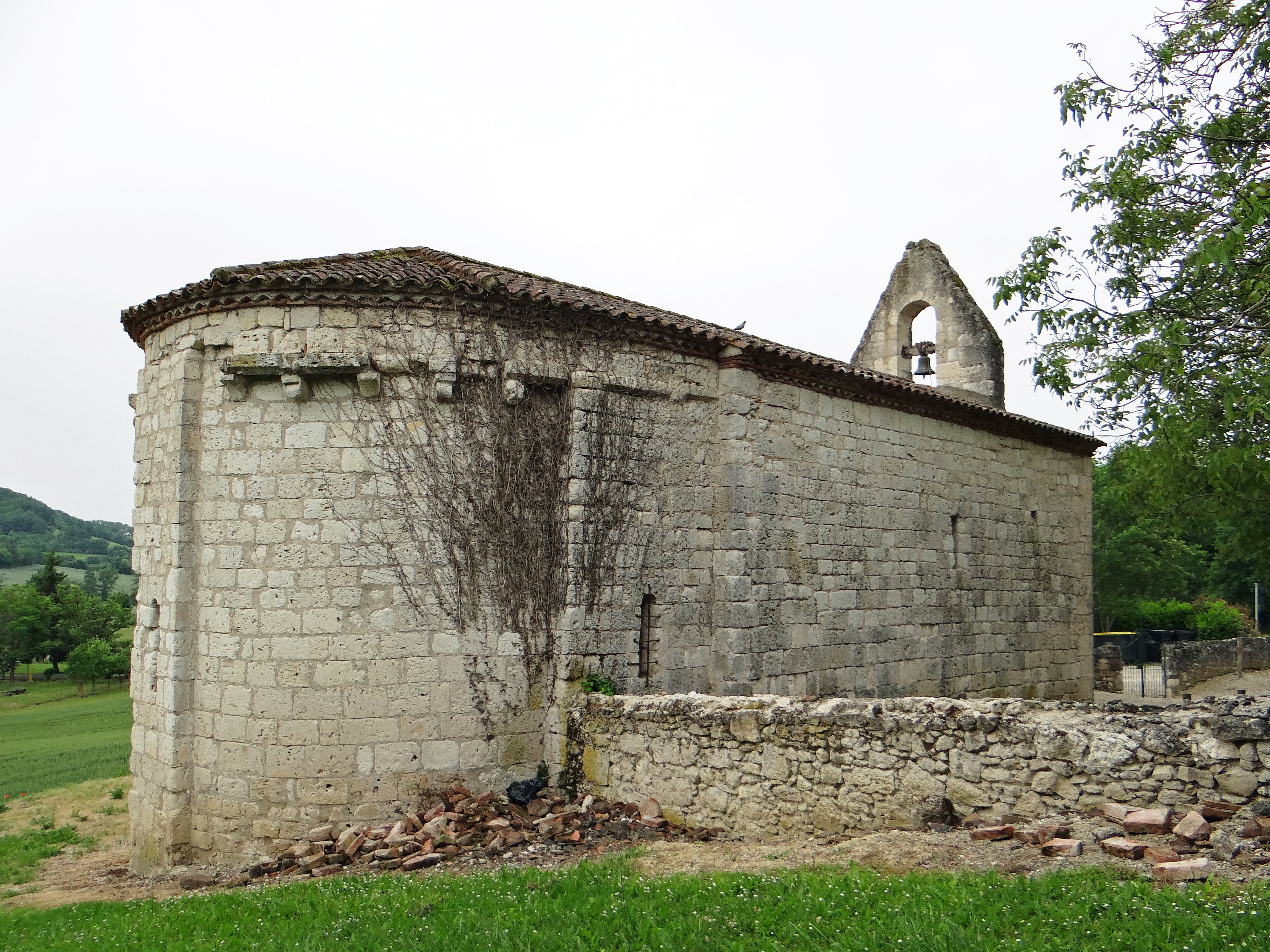
Chevet et côté nord
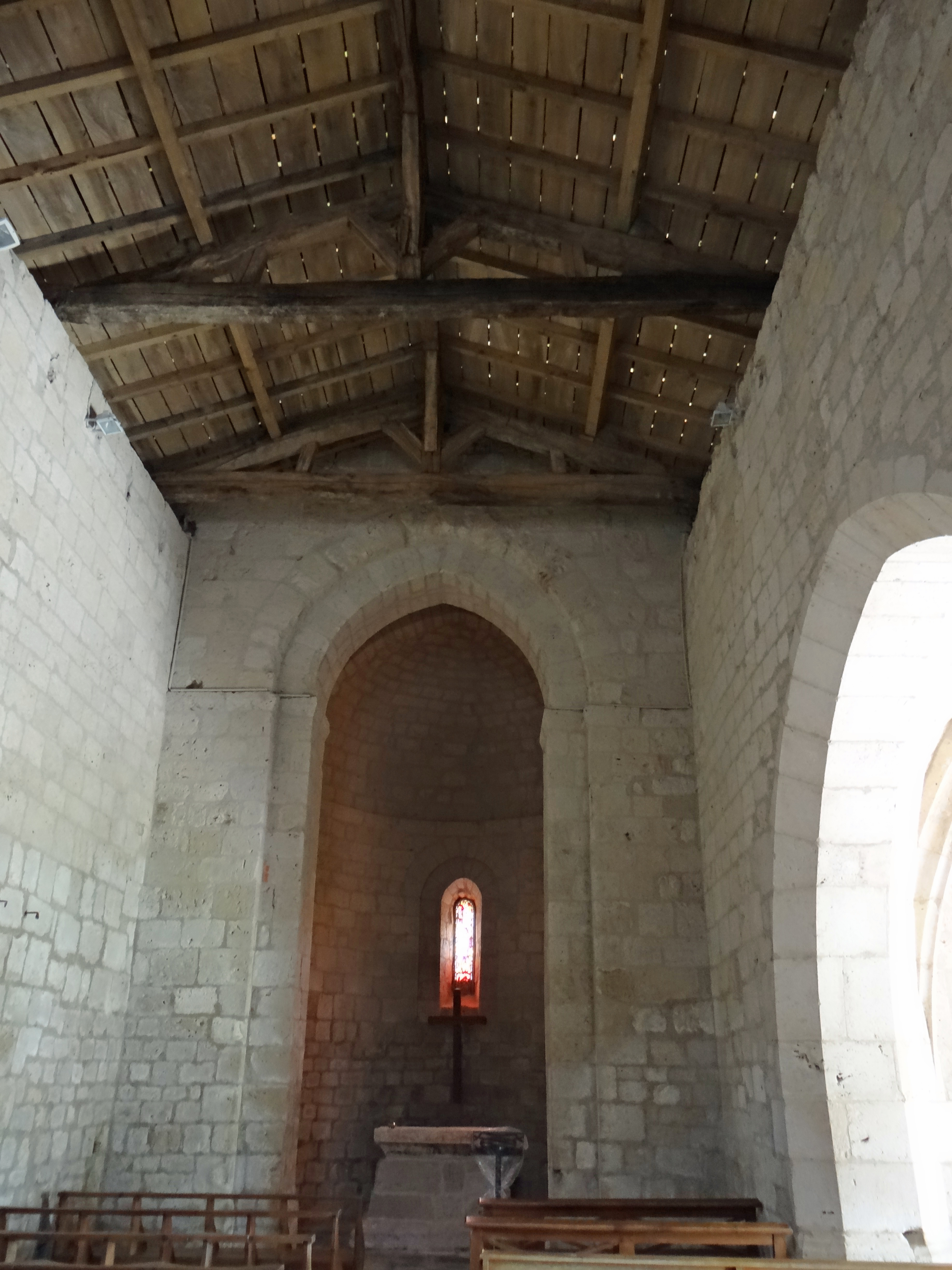
Nef
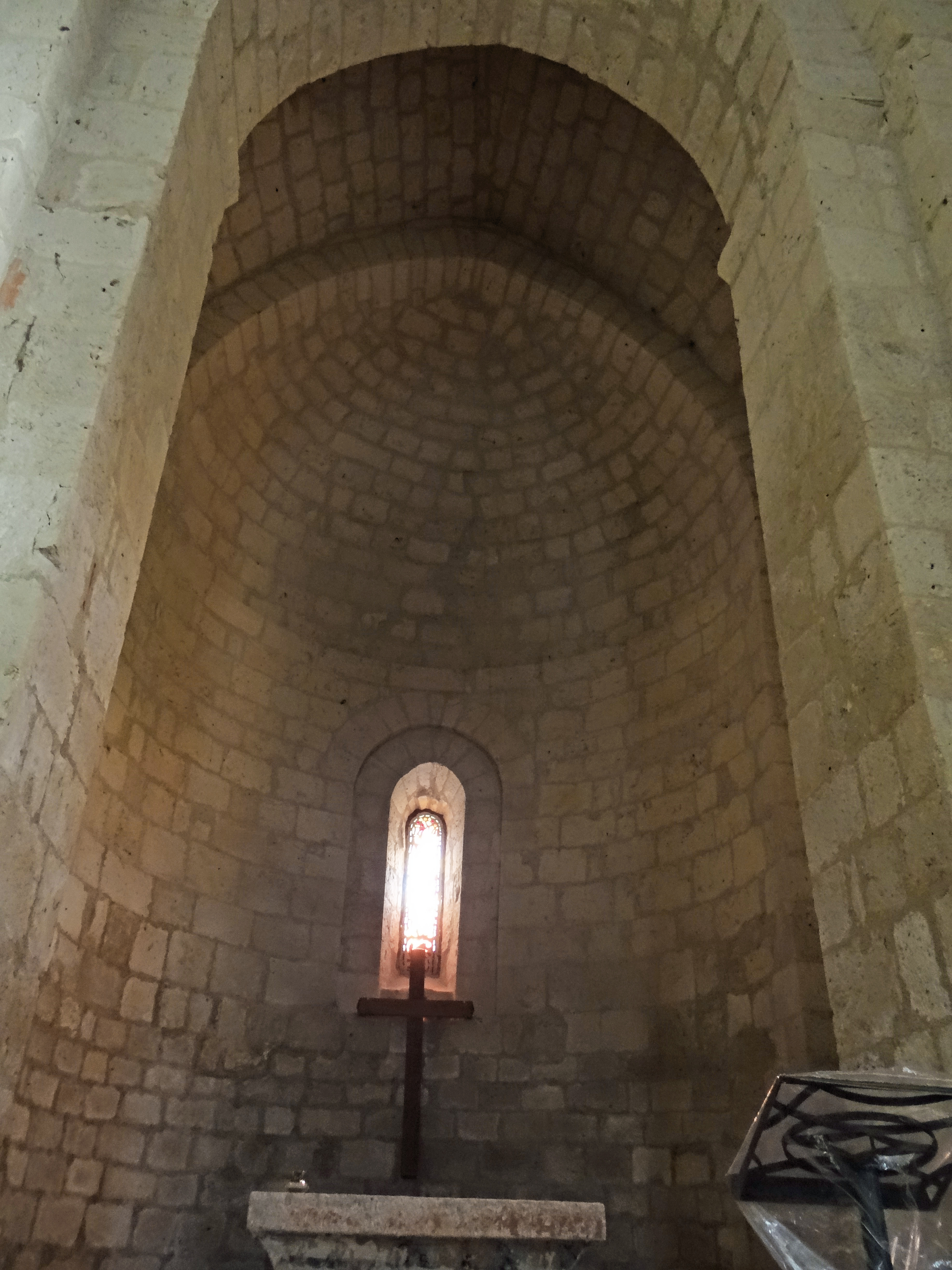
Chœur
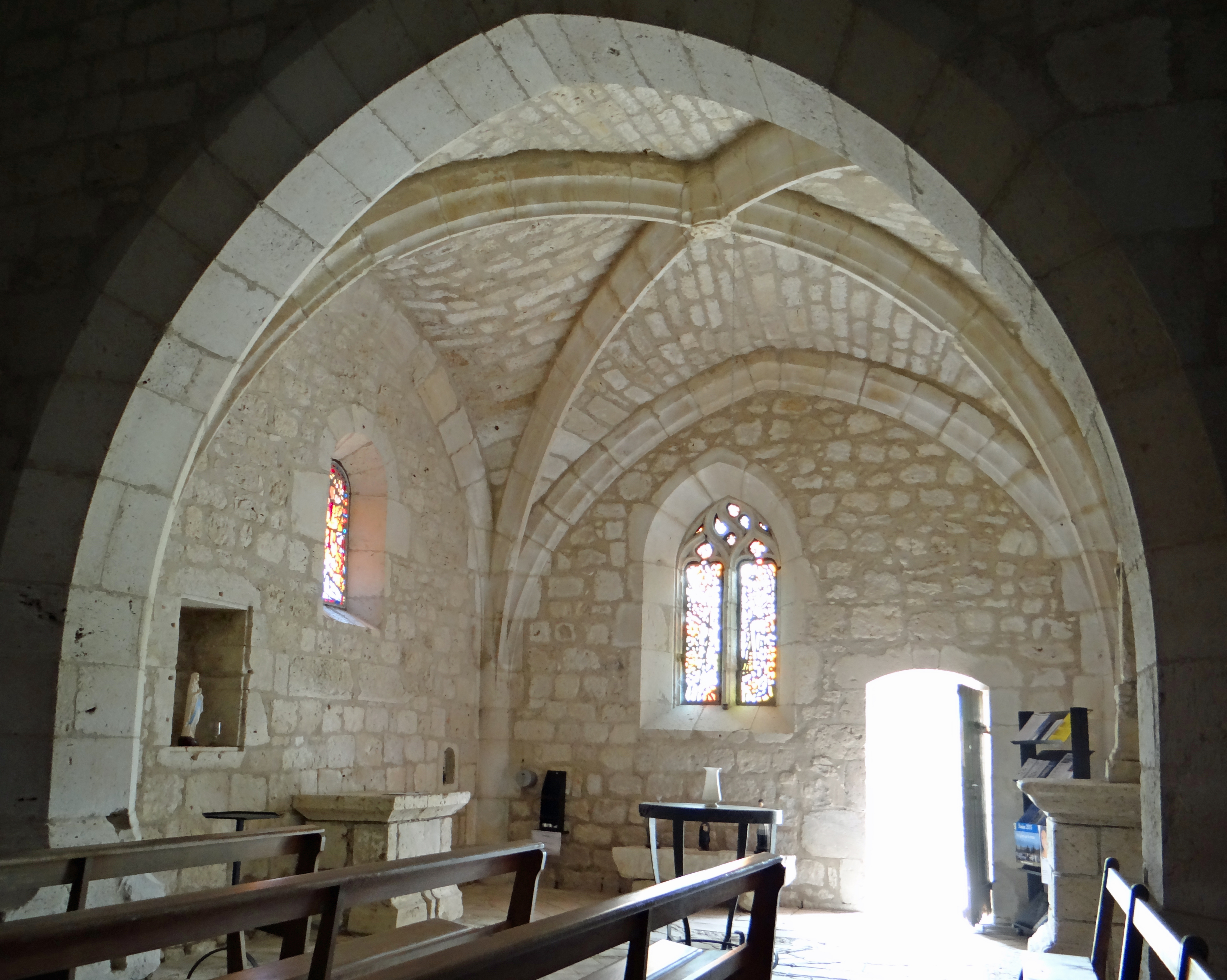
Chapelle sud